# Teodor Zirkwitz
Teodor Zirkwitz (ur. 20 marca 1863 w  Wiskitkach koło Żyrardowa, zm. 3 marca 1943 w Gdańsku-Wrzeszczu) – polski  duchowny luterański i działacz społeczny, wieloletni proboszcz parafii Ewangelicko-Augsburskiej w Białymstoku.

## Życiorys
Był synem pastora Rudolfa Zirkwitza (1829–1895), administratora parafii ewangelicko-augsburskiej w Wiskitkach. Miał czworo rodzeństwa w tym brata Heindricha, który był uznanym architektem. 
W 1882 roku ukończył II Gimnazjum Filologiczne w Warszawie, a w 1891 roku studia na  Wydziale Teologicznym Uniwersytetu Dorpackiego, gdzie związany był ze środowiskiem polskich studentów. Ordynację na duchownego otrzymał w dniu 21 stycznia 1892 i następnie został skierowany do Włocławka, gdzie pracował do sierpnia tego samego roku. Od sierpnia 1892 do lipca 1897 był pastorem we Władysławowie. Następnie był administratorem polskiej parafii ewangelickiej w Neudorf (później Mościce) z filiałem w Brześciu nad Bugiem w guberni grodzieńskiej. 

### Praca w Białymstoku
12 sierpnia 1903 roku objął funkcję administratora parafii ewangelicko-augsburskiej w Białymstoku (jednocześnie do 1905 i ponownie w latach 1912–1920 dalej zarządzając parafią w Neudorf i filiałem w Brześciu). Jako administrator parafii białostockiej, pod swoją opieką miał także  wiejskie filiały zlokalizowane w Choroszczy, Supraślu, Niezbudce-Michałowie, Dobrzyniewie, a później także w Bielsku, Siemiatyczach i Ciechanowcu.
Po objęciu funkcji białostockiego proboszcza dokonał między innymi reorganizacji podległego mu ewangelickiego szkolnictwa w mieście i scalenia w 1904 roku podległych mu szkół (od 1913 ze względu na rosnące potrzeby ponownie funkcjonowały w Białymstoku dwie szkoły ewangelickie). W ramach nadzorowanej przez siebie szkoły był też wykładowcą języka niemieckiego i religii. 
W latach 1905–1906 zorganizował pierwsze w Białymstoku Towarzystwo Młodzieży Ewangelickiej, którego był przewodniczącym. Należał także do Towarzystwa Wspomożenia Biednych Uczniów Szkoły Realnej w Białymstoku. W 1911 roku zainicjował powstanie kasy zapomogowej i pogrzebowej dla białostockich ewangelików.
Był orędownikiem budowy nowego kościoła parafialnego, który został wzniesiony w okresie jego urzędowania, według projektu architekta Johannesa Wendego. Poświęcenia świątyni, dokonał generalny superintendent Kurlandii – Aleksander Bernewitz w dniu 28 lipca 1912 roku, nadając jej wezwanie św. Jana Chrzciciela. 
Zirkwitz przeforsował również wobec władz carskich, aby nabożeństwa i nauka religii odbywała się także w języku polskim.
Podczas I wojny światowej, uniknął wysiedlenia z Białegostoku. Był w tym okresie wiceprezesem Komitetu Obywatelskiego i organizatorem pomoc dla potrzebujących. Przy parafii ewangelickiej od 1915 roku działała – kuchnia dla biednych, a od 1916 roku – tani sklep dla ewangelików. Otwarto także ochronkę dla dzieci, która od 1918 roku nosiła imię Teodora Zirkitza (imię nadano z okazji 25-lecia jego posługi duszpasterskiej) i dom starców. 
Po zakończeniu wojny, Teodor Zirkwitz był aktywnym propagatorem zbliżenia parafian do społeczeństwa polskiego i podporządkowania się nowemu rządowi. Jako przedstawiciel spółczesności ewangelickiej brał udział w powitaniu marszałka Józefa Piłsudskiego w Białymstoku, w dniu 1 czerwca 1919 roku. W czasie wojny polsko-bolszewickiej był kapelanem wojskowym.
W okresie dwudziestolecia międzywojennego doprowadził do powstania nowej siedziby ochronki i domu starców na działce przekazanej przez Natalię Klatt, znajdującej się przy ul. Podleśnej 9. Zaangażowany był w pracę pedagogiczną i oświatową. Po upaństwowieniu szkoły parafialnej w 1919 roku i przekształceniu jej w Szkołę Podstawową nr 10 im. Mikołaja Reja, pełnił funkcję przewodniczącego dozoru szkolnego. Pracował również jako nauczyciel w Gimnazjum Państwowym im. Króla Zygmunta Augusta przy ul. Warszawskiej oraz Państwowym Gimnazjum Żeńskim im. Anny z Sapiehów Jabłonowskiej. Był także wieloletnim członkiem Powiatowej Rady Szkolnej w Białymstoku.
Od 1921 roku był członkiem Komitetu Pomocy Jeńcom i Uchodźcom w Białymstoku, a od 1922 był jednym z honorowych członków Zarządu Koła Inwalidów Wojennych w Białymstoku. Od 1924 był członkiem Komitetu Wojewódzkiego Ligi Ochrony Powietrznej i Przeciwgazowej. Był skarbnikiem  Zarządu Towarzystwa Opieki nad Grobami Bohaterów w Białymstoku.
Od 1930 roku w pracy w parafii wspierał go najpierw jako adiunkt (wikariusz), zaś 
od 1935 roku jako drugi proboszcz ks. Benno Adolf Kraeter. W 1938 roku ustąpił z urzędu proboszcza i przeszedł na emeryturę (funkcję proboszcza objął ks. Benno Adolf Kraeter). Szczegółowe informacje na temat ostatnich lat życia Teodora Zirkwitza nie są znane. Zmarł 3 marca 1943 w Gdańsku-Wrzeszczu i tam też został pochowany.

## Rodzina
Był żonaty z Wiktorią Idą. Jego syn, Eryk był sędzią śledczym, a w czasie okupacji niemieckiej działał w ramach polskiej konspiracji niepodległościowej. Wnuczka Teodora Zirkwitza – Irena Zirkwitz (1921–1944), zginęła natomiast w pierwszych dniach powstania warszawskiego jako łączniczka I Obwód "Radwan" (Śródmieście) Warszawskiego Okręgu Armii Krajowej.

## Upamiętnienie
W 2000 roku jego nazwisko znalazło się w plebiscycie Białostoczanie XX wieku organizowanym przez „Gazetę Wyborczą”, Radio Białystok oraz Telewizję Białystok. Teodor Zirkwitz uplasował się na przedostatnim miejscu. 
Teodor Zirkwitz doczekał się biogramów między innymi w Słowniku biograficznym białostocko-łomżyńskim (Wyd. Polskie Towarzystwo Historyczne, Oddział w Białymstoku) oraz opracowaniu Białostoczanie XX wieku (Książnica Podlaska im. Łukasza Górnickiego).

## Wybrane odznaczenia
- Złoty Krzyż Zasługi (1929)[6]